# Dialéctica de Estados
La dialéctica de Estados es la concepción dialéctica sobre el Estado.

## Para Gustavo Bueno
Partiendo de la lucha de clases desarrollada por Karl Marx, y en base al devenir histórico, se hace patente que la realidad histórica no solo consiste en la dialéctica de clases (lucha de clases) sino que también implica la lucha de Estados (dialéctica de Estados). Esto no implica la negación de la dialéctica de clases sino que ésta está involucrada en la dialéctica de Estados. Para Gustavo Bueno, "no hay una disyuntiva entre la lucha de clases (y subordinada a ella la de los Estados) y la lucha de Estados (y subordinada a ella la de clases): lo que hay es una codeterminación de ambos momentos, en una dialéctica única. La dialéctica de clases precede a la dialéctica de Estados.

## En el fascismo
Para los teóricos fascistas la dialéctica de Estados se desarrolla a partir de la traslación de la dialéctica de clases a la de los Estados en el marco del concepto de nación proletaria de Enrico Corradini. Para los teóricos fascistas existe una lucha entre los Estados nación proletarios y los Estados nación plutocráticos, estando los Estados nación proletarios subdesarrollados subordinados en el campo internacional a los Estados nación plutocráticos o burgueses.